# Lisa Jakub
Lisa Jakub (Toronto (Ontario), 27 december 1978) is een Canadees actrice.

## Biografie
Haar eerste rol was in de film Eleni (1985), waarin ze speelde naast Kate Nelligan en John Malkovich. Ze is vooral bekend van haar rol als Lydia Hillard in de film Mrs. Doubtfire. Ze heeft ook behoorlijke rollen gehad in de films Independence Day en The Beautician and the Beast.
Ze trouwde in juni 2005 in Italië met voormalig Hollywood theater manager  Jeremy Jones.